# Hadik János
Gróf futaki Hadik János Kelemen Béla (Pálóc, 1863. november 23. – Budapest, 1933. december 10.) nagybirtokos, politikus, miniszter, gróf Hadik András ükunokája, 1918. október 29-én kijelölték miniszterelnöknek, de csak 17 órán keresztül volt hivatalban, az őszirózsás forradalom kitörése miatt kormányt sem tudott alakítani.

## Élete

### Kezdeti évek
Hadik János 1863-ban jött világra gróf futaki Hadik Béla Mátyás Antal (1822–1885) és gróf szalai Barkóczy Ilona (1833–1887) második gyermekeként. Apai nagyszülei gróf Hadik Ádám (1784–1852), földbirtokos és gróf Janka Van Dernath (1798–1868) voltak. Anyai nagyszülei gróf szalai Barkóczy János (1798–1872), földbirtokos és gróf tolnai Festetics Antónia (1808–1886) voltak.
Középiskolai tanulmányainak Kassán történt befejezése után a bécsújhelyi Theresianum Katonai Akadémián végzett, majd 1884-ben huszárhadnagyként belépett az osztrák–magyar közös hadseregbe és a Bácskába került, a 10-es huszárokhoz. Katonai pályáját azonban már korán felcserélte a politikaival. 1893-ban főhadnagyi rendfokozatban szolgálaton kívül helyeztette magát.

### Házassága és leszármazottjai
1893. október 2-án Seregélyesen feleségül vette gróf zicsi és vázsonykői Zichy Alexandrát (Budapest, 1873. szeptember 2.–Budapest, 1949. december 21.), akinek a szülei gróf zicsi és vázsonykői Zichy Sándor (1843–1881), földbirtokos, valamint gróf karácsonyfalvi és beodrai Karátsonyi Adrienne (1853–1878) voltak. A menyasszony apai nagyszülei gróf Zichy Lipót (1805–1869), földbirtokos, valamint gróf sztárai és nagymihályi Sztáray Mária (1821–1891) voltak. A menyasszony anyai nagyszülei gróf Karátsonyi Guido (1817–1885), földbirtokos és puchói és csókai Marczibányi Anna Mária (1831–1876) voltak. Hadik János gróf és Zichy Alexandra grófnő frigyéből született:
- gróf Hadik Amália Andrea Johanna Alexandra (1894–1967), feleségül ment Lajos hohenlohe–langenburgi herceghez
- gróf Hadik Margit Mária Gabriella Rafaella Johanna Alexandra Éva (1899–1978), feleségül ment Viktor von Wengersky grófhoz, Ungerschütz bárójához
- gróf Hadik Antal Mária Márton Max (1902–1935), feleségül vette györi gróf Gschwindt Editet
- gróf Hadik Béla Mária Antal Pál (1915–1971), feleségül vette sárvár-felsővidéki gróf Széchenyi Alízt.

Hadik János ma is élő leszármazottjai legkisebb fia, Béla gyermekei és unokái. Többnyire az Amerikai Egyesült Államokban élnek.
Leszerelését követően tornanádaskai kastélyában lakva nagy terjedelmű birtokainak kezelésével foglalkozott. Aktívan részt vett Abaúj-Torna vármegye közigazgatási, gazdasági és társadalmi életében: a megyei gazdasági egyesület elnöke, továbbá a törvényhatósági és közigazgatási bizottságnak, valamint a legtöbb szakbizottságnak és választmánynak tagja, részben elnöke.
1894-től örökös jogon tagja lett a főrendiháznak. E minőségében kezdődött első politikai szereplése, amikor az egyházpolitikai harcok alkalmával a liberális irány mellett aktiválta magát.

### Képviselői és minisztériumi munkája
Ifj. Andrássy Gyula gróf híveként, 1901-ben a Szabadelvű Párt programjával Lakatos Miklóssal, a Függetlenségi és Negyvennyolcas Párt volt képviselőjével, ismételt jelöltjével szemben képviselői mandátumot szerzett az abaújszini választókerületben.
1904. november 18-iki „zsebkendőszavazás” után kilépett a Szabadelvű Pártból. 1905-ben disszidens programmal, 1906-ban pedig országos alkotmánypárti programmal jutott be egyhangú szavazással a szini kerületből a képviselőházba. 1906. április 19. és 1910. január 17. között a Wekerle-kormány belügyminisztériumi államtitkára volt, s mint Andrássy Gyula gróf belügyminiszter elsőszámú munkatársa kivette részét az alkotmánybiztosító törvények és a plurális választójogról szóló törvényjavaslat megalkotásából. 1908-ban megkapta Ferenc Józseftől a valóságos belső titkos tanácsosi címet.
Az Országos Alkotmánypárt alelnöke volt, a párt feloszlatása után is kiállt a koalíciós kormány mellett. 1910-ben nem vállalt mandátumot, de 1912-től 1917-ig már ismét a főrendiházi ellenzék vezére, a közjogi és törvénykezési bizottság tagja, 1913-tól 1918-ig az újjászervezett Országos Alkotmánypárt alelnöke.
1917. augusztus 23-ától az Országos Közélelmezési Hivatal vezetésével és a közélelmezési ügyek vitelével megbízott tárca nélküli miniszteri tisztséget töltötte be a harmadik Wekerle-kormányban. Nem volt hajlandó eleget tenni az osztrák gabonaszállítási követeléseknek, így 1918. január 17-én lemondott tisztségéről (a minisztérium vezetését Nagy Ferenc államtitkárnak adta át), majd január 25-én végleg távozott hivatalából.

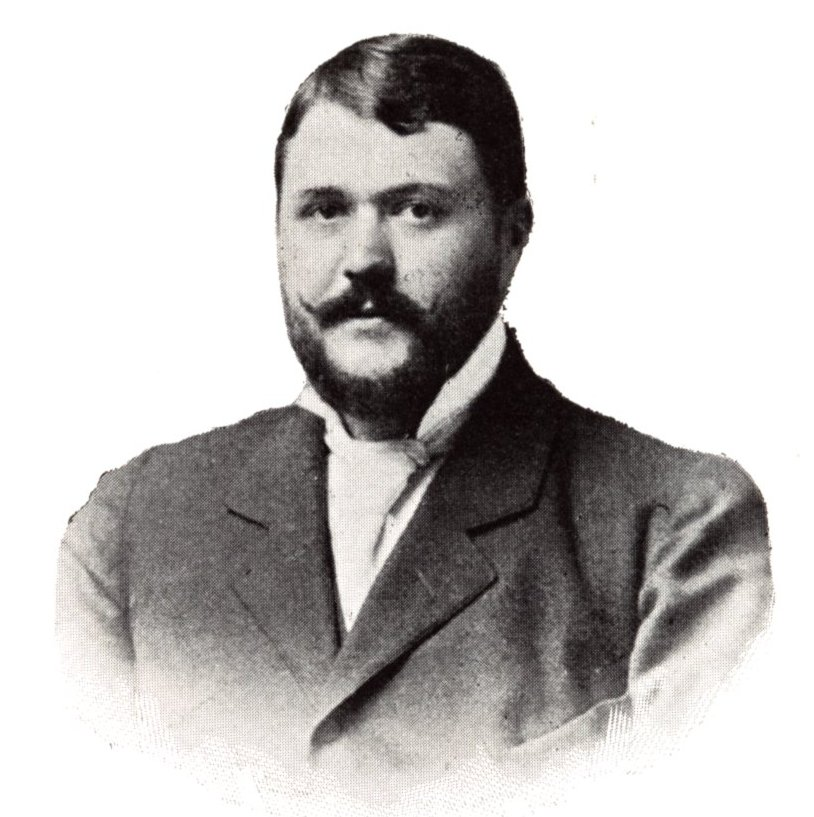
1905-ben a „disszidensek” (Országos Alkotmánypárt) képviselőjeként

### Miniszterelnöksége
1918. október 29-én, a forradalmi mozgalmak előretörésének megakadályozására, az uralkodó és a homo regiusként Budapesten tartózkodó Habsburg József főherceg – az általános várakozással ellentétben – nem Károlyi Mihály grófot, hanem Hadik Jánost nevezte ki miniszterelnökké. A Wekerle-kormány 1918. október 30-án délelőtt 10 órakor leköszönt, Hadik János pedig ekkor tette le a miniszterelnöki esküt. Este 10-ig folytatta kormányalakítási tárgyalásait, a következő eredménnyel: Rakovszky István a király személye körüli miniszter, Návay Lajos belügyminiszter, Grünn János pénzügyminiszter, Fenyő Miksa kereskedelemügyi miniszter, Nagyatádi Szabó István földművelésügyi miniszter, Huszár Károly vallás- és közoktatásügyi miniszter, báró Kürthy Lajos közélelmezési miniszter. Az igazságügyi tárcát Bizony Ákosnak ajánlotta fel, aki másnapra ígért választ. A honvédelmi miniszteri állás betöltését Hadik ugyancsak másnapig függőben tartotta.
A nap folyamán azonban Budapesten tüntetés kezdődött, amely felkelésbe csapott át. A felkelők megakadályozták egy menetszázad frontra küldését, kiszabadították a politikai foglyokat, elfoglalták a katonai térparancsnokságot, valamint a fontosabb középületeket, és elfogták a katonai parancsnokot. Október 30-ról 31-re virradó éjszaka a felfegyverzett tömegek elfoglalták a főváros stratégiailag fontos pontjait.
Az események miatt Hadik János október 31-én hajnali 3 órakor megbízatását visszaadta, kormányának kinevezésére már nem kerülhetett sor, így Hadik közzététel nélkül kinevezett, de már esküt nem tett miniszterelnökként gyakorlatilag egy napig – pontosabban 17 órán át – gyakorolta hivatali jogkörét. Október 31-én győzött az „őszirózsás” forradalom, Hadik miniszterelnöki megbízatása megszűnt, és József főherceg homo regius – IV. Károly király jóváhagyásával – Károlyit nevezte ki miniszterelnöknek. Károlyi tehát Hadik utódja volt a miniszterelnöki székben, kormányának tagjai viszont a Wekerle-kormány tagjait követték hivatalukban – belügyminiszterként csak ekkor került leváltásra maga Wekerle is.

### Gazdasági tevékenysége
Hadik János gróf a magyarországi Tanácsköztársaság idején a székesfehérvári fogházban raboskodott, de két hét után – Seregélyes lakosságának és ott fekvő uradalma alkalmazottjainak tüntető követelésére – szabadon engedték.
A forradalmak és az idegen megszállás után felhagyott a pártpolitikai tevékenységgel, főként a szociális és gazdasági problémák felé fordult. 1920-ban az Országos Közélelmezési Tanács elnöke, az Országos Magyar Gazdasági Egyesület (OMGE) közgazdasági és pénzügyi szakosztályának elnöke, számos, főként gazdasági és gazdaságpolitikai egyesület és szervezet elnöke vagy tagja volt. Noha híve volt a földreformnak, élesen szembehelyezkedett Nagyatádi Szabó István mezőgazdasági reformjavaslatával. 1926-ban a Falusi Kislakásépítő Szövetkezetet vezette, de politikai okokból szeptemberben visszavonult.
1927-ben a felsőház tagja lett, a genfi világgazdasági konferencián képviselte a magyar kormányt. A Magyar Nemzeti Bank megalakulása után annak főtanácsi tagjaként munkálkodott. 1927. március 26-ától az OMGE keretében megalakított Gazdák Országos Propaganda Szövetségének elnöke lett. Ettől az évtől több más magas beosztást is elvállalt: a Kisbirtokosok Országos Földhitelintézete, majd az Iparosok Országos Központi Szövetkezetének, az Országos Erdészeti Egyesületnek 1925 és 1933 között és a Dohánytermelők Országos Egyesületének elnöke volt. 1928-ban tagja lett a genfi Népszövetség mellett működő Gazdasági Tanácsadó Bizottságnak (Comité Consultative Economique). 1929-től az Országos Kivándorlási Tanács elnöke. Tagja volt az országos 33-as bizottságnak, azonban politikai okokból lemondott.
1926-ban a Herendi Porcelánmanufaktúra Hadik Jánost választotta meg elnökké, mely tisztséget haláláig töltötte be. Róla nevezték el az egyik, tisztaságot jelképező hófehér, anyagában mintás, peremén a gazdagságot szimbolizáló aranycsíkokkal egyszerűségében is különleges herendi mintát (HD).